# Liudmila Bodnieva
Liudmila Bodnieva (Elista, 15 de outubro de 1978) é uma jogadora russa de handebol. Atualmente está aposentada da seleção e defende o clube Krim Ljubljana.